# Schlabarett
Schlabarett war eine österreichische Kabarettgruppe mit unterschiedlicher Besetzung, die 1984 von Alfred Dorfer und Peter Wustinger (dessen Rolle Reinhard Nowak später übernahm) begründet wurde. Zusammen mit Andrea Händler traten sie erfolgreich mit ihrem Programm Am Tag davor beim Sprungbrettl im Wiener Kabarett Niedermair und bald auch auf anderen Kleinkunstbühnen auf. 1985 entstand – Roland Düringer kam als Vierter zur Gruppe hinzu – das erste zusammenhängende Kabarettstück Atompilz von links, eine Bundesheer-Groteske. Damit brachte die Kabarettgruppe eine neue Form ins Kabarett ein: Das Kabarett-Stück. Von 1986 bis 1992 war Eva Billisich Mitglied der Gruppe, die sich zwar nicht offiziell auflöste, aber seit 1992 keine weiteren Produktionen unternahm.

## Programme
Die Programme, die zum Teil Auszeichnungen erhielten und mit denen das Ensemble auf Tournee ging, listen sich wie folgt:
- 1984 Am Tag davor, mit Peter Wustinger, Andrea Händler und Alfred Dorfer
- 1985 Atompilz von links (Parodie auf das Bundesheer), mit Reinhard Nowak, Andrea Händler, Alfred Dorfer und Roland Düringer
- 1986 Kultur gegen alle, mit Alfred Dorfer, Roland Düringer und Eva Billisich
- 1987 Woody Allens Tod und Gott
- 1988 Sein und Schwein mit Roland Düringer und Alfred Dorfer
- 1988 Planlos mit Eva Billisich, Alfred Dorfer und Reinhard Nowak
- 1989 Die 3 im Stau (Radio-Serie) mit Eva Billisich, Alfred Dorfer und Roland Düringer
- 1990 Fröstl mit Eva Billisich, Alfred Dorfer und Roland Düringer
- 1991 Muttertag, 1993 mit zahlreichen österreichischen Kabarettgrößen verfilmt, siehe Muttertag – Die härtere Komödie
- 1992 Mahlzeit; dieses Programm diente als Basis für die ORF-Sitcom MA 2412

## Preise und Auszeichnungen
- Atompilz von links wurde mit dem Österreichischen Kleinkunstförderungspreis belohnt.
- Kultur gegen alle wurde mit dem Salzburger Stier ausgezeichnet.